# Millionenkredit
Unter Millionenkredit versteht man im Bankwesen Kredite an einen Kreditnehmer oder eine Kreditnehmereinheit, deren Kreditvolumen eine Million Euro oder mehr beträgt.

## Geschichte
Eine Meldepflicht für Millionenkredite gab es seit dem im Dezember 1934 in Kraft getretenen ersten Kreditwesengesetz. Hierin waren in den §§ 3–7 KWG die Anzeigepflichten und in § 8 KWG die Evidenzzentrale geregelt. Es hatte sich herausgestellt, dass die Banken im Rahmen der Weltwirtschaftskrise über die Gesamtverschuldung ihrer großen Kreditnehmer vielfach nicht ausreichend informiert waren und bei Zusammenbrüchen solcher Unternehmen nicht selten selbst in Schwierigkeiten geraten sind. Das im Januar 1962 in Kraft getretene heutige Kreditwesengesetz sah in § 14 Abs. 1 KWG zunächst eine Meldeschwelle von 1 Million DM oder mehr vor. Ab Juli 1986 dehnte sich der Beobachtungszeitraum von zwei auf drei Monate aus. Im Januar 1993 wurde die Millionenkreditmeldegrenze auf drei Millionen DM angehoben. Im Januar 2002 wurde sie im Zuge der Umstellung auf Euro auf 1,5 Millionen Euro festgelegt. Seit dem 1. Januar 2015 liegt sie nunmehr bei 1 Million Euro oder mehr.
In der Vergangenheit gab es neben den Veränderungen der Meldeschwelle insbesondere Vergrößerungen am Umfang der zu meldenden Kredite nach § 19 Abs. 1 KWG. Zu melden sind demnach Bilanzaktiva, Derivate mit Ausnahme der Stillhalterverpflichtungen aus Kaufoptionen sowie die dafür übernommenen Gewährleistungen und andere außerbilanzielle Geschäfte. Nicht zu melden sind die Ausnahmetatbestände nach § 20 KWG (Vorleistungen aus Devisen- und Wertpapierhandel sowie Floats im Zahlungsverkehr). Die wesentlichen Ausnahmetatbestände des § 20 Abs. 6 KWG a. F. (Kommunalkredite) wurden ab Januar 2012 gestrichen, so dass Kredite an Bund, Bundesländer, Gemeinden und Gemeindeverbände der Meldepflicht nach § 14 KWG unterliegen.
Seit dem 1. Januar 2014 ist für Millionenkredite eine eigene Definition der Kreditnehmereinheiten in § 19 Abs. 2 KWG geschaffen. Sie zielt zwar primär auf das Konzept des unmittelbar oder mittelbar beherrschenden Einflusses und die Konzernzugehörigkeit eines Kreditnehmers ab, fasst aber auch – anders als die Gruppe verbundener Kunden – bereits schon Unternehmen und Personen ab Anteilen von 50 % zusammen. 

## Voraussetzungen
Die Vorschrift des heutigen § 14 KWG verlangt von den betroffenen Kreditinstituten eine Meldung an die Evidenzzentrale der Deutschen Bundesbank. Damit sollen Kredite, deren Volumen eine Million Euro oder mehr („Millionenkreditmeldegrenze“) an die hiervon erfassten Kreditnehmer („Millionenkreditnehmer“) zu einem beliebigen Zeitpunkt während der dem Meldetermin vorhergehenden drei Kalendermonate („Beobachtungszeitraum“) erreicht oder überschritten hat („Meldeschwelle“ nach § 15 Abs. 1 Nr. 2 GroMiKV), gemeldet werden, um das sich ergebende Kreditrisiko zu erfassen. Die Bemessungsgrenzen einzelner Kreditarten ergibt sich aus § 12 GroMiKV. Die Anzeige der Millionenkredite hat bis zum 15. Arbeitstag der Monate Januar, April, Juli und Oktober zu erfolgen. Maßgeblich ist – anders als beim Großkredit – die aktuelle Kreditinanspruchnahme. Gemäß § 2 Abs. 2 KWG unterliegen auch Sozialversicherungsträger, die Bundesanstalt für Arbeit, Kreditanstalt für Wiederaufbau und Versicherungen dieser Anzeigepflicht, wenngleich sie keine Kreditinstitute sind.

## Rückmeldung
Falls sich herausstellt, dass demselben Kreditnehmer von mehreren Kreditinstituten Millionenkredite gewährt worden sind, hat die Deutsche Bundesbank die anzeigenden Banken im Rahmen einer Rückmeldung hierüber zu benachrichtigen. Diese Benachrichtigung umfasst Angaben über die Gesamtverschuldung des Kreditnehmers der Kreditnehmereinheit, der dieser angehört, über die Anzahl der meldenden Unternehmen sowie Informationen über die prognostizierte Ausfallwahrscheinlichkeit im Sinne der Artikel 92 bis 386 der Verordnung (EU) Nr. 575/2013 für diesen Kreditnehmer, soweit eine Bank selbst eine solche gemeldet hat. Die meldenden Kreditinstitute erhalten von der Evidenzzentrale eine Rückmeldung in Form der Evidenzmeldung, die alle gemeldeten Millionenkredite eines Millionenkreditnehmers nach Kreditart erfasst, so dass die jeweilige Bank einen – hinsichtlich der Kreditgeber – anonymisierten Überblick über alle Millionenkredite ihres Millionenkreditnehmers erhält. 

## Verbot der Weitergabe
Die bei einem anzeigepflichtigen Unternehmen beschäftigten Personen dürfen Angaben Dritten nicht offenbaren und nicht verwerten (§ 14 Abs. 2 Satz 10 KWG). Abgesehen vom Verstoß gegen das Bankgeheimnis führt die unbefugte Verwertung derartiger Daten nach § 55a KWG zu Geld- oder Freiheitsstrafen. 

## Zweck der Vorschrift
Die Vorschrift bezweckt eine Erfassung des sich – bereits allein aus der Kredithöhe – ergebenden Kreditrisikos. Zudem erhalten alle meldenden Kreditinstitute einen Überblick darüber, ob und inwieweit ihre Kreditnehmer auch bei anderen Kreditinstituten verschuldet sind, was sich für den einzelnen Kreditgeber risikoerhöhend auswirken kann. § 14 KWG zielt darauf ab, der Bankenaufsicht einen Einblick in die Risikostruktur der Kreditinstitute zu ermöglichen, um diese auf etwaige Risikohäufungen aufmerksam machen zu können. Bundesbank und BaFin erhalten einen zeitnahen Einblick in die Kreditengagements der bedeutenden Kreditnehmer und Kreditgeber. Die Millionenkreditmeldungen geben zudem Aufschluss über die Länderrisiken, weil auch die Gesamtkreditvergabe deutscher Kreditinstitute an Kreditnehmer eines bestimmten Landes enthalten ist.